# Хассан Рахімі
Хассан Сабзалі Рахімі (нар. 15 червня 1989, Тегеран; перс. حسن سبزعلی رحیمی) — іранський борець вільного стилю, чемпіон, срібний та дворазовий бронзовий призер чемпіонатів світу, переможець та бронзовий призер чемпіонатів Азії, триразовий переможець та дворазовий срібний призер Кубків світу, бронзовий призер олімпійських ігор.

## Життєпис
Боротьбою почав займатися з 2003 року. Був срібним призером чемпіонату світу 2008 року серед юніорів. Чемпіон Азії 2008 року серед юніорів. Чемпіон світу 2009 року серед юніорів.
Виступає за борцівський клуб «Бахман» з Тегерана. Тренер — Расул Дегхан.

## Спортивні результати на міжнародних змаганнях

### Виступи на Олімпіадах
| Змагання                    | Збірна | Вагова категорія          | Місце  |
| --------------------------- | ------ | ------------------------- | ------ |
| Літні Олімпійські ігри 2012 | Іран   | вільна боротьба, до 55 кг | 8      |
| Літні Олімпійські ігри 2016 | Іран   | вільна боротьба, до 57 кг | Бронза |

На літніх Олімпійськиї іграх 2012 в Лондоні, вигравши в першому поєдинку у Баяраагійна Наранбаатара з Монголії, поступився в 1/8 фіналу Аміту Кумару з Індії.

### Виступи на Чемпіонатах світу
| Змагання                        | Збірна | Вагова категорія          | Місце  |
| ------------------------------- | ------ | ------------------------- | ------ |
| Чемпіонат світу з боротьби 2009 | Іран   | вільна боротьба, до 55 кг | 10     |
| Чемпіонат світу з боротьби 2010 | Іран   | вільна боротьба, до 55 кг | 10     |
| Чемпіонат світу з боротьби 2011 | Іран   | вільна боротьба, до 55 кг | Бронза |
| Чемпіонат світу з боротьби 2013 | Іран   | вільна боротьба, до 55 кг | Золото |
| Чемпіонат світу з боротьби 2014 | Іран   | вільна боротьба, до 57 кг | Бронза |
| Чемпіонат світу з боротьби 2015 | Іран   | вільна боротьба, до 57 кг | Срібло |

### Виступи на Чемпіонатах Азії
| Змагання                       | Збірна | Вагова категорія          | Місце  |
| ------------------------------ | ------ | ------------------------- | ------ |
| Чемпіонат Азії з боротьби 2009 | Іран   | вільна боротьба, до 55 кг | Бронза |
| Чемпіонат Азії з боротьби 2010 | Іран   | вільна боротьба, до 55 кг | 7      |
| Чемпіонат Азії з боротьби 2012 | Іран   | вільна боротьба, до 55 кг | Золото |

### Виступи на Азійських іграх
| Змагання           | Збірна | Вагова категорія          | Місце |
| ------------------ | ------ | ------------------------- | ----- |
| Азійські ігри 2010 | Іран   | вільна боротьба, до 55 кг | 5     |
| Азійські ігри 2014 | Іран   | вільна боротьба, до 57 кг | 8     |

### Виступи на Кубках світу
| Змагання                    | Збірна | Вагова категорія          | Місце  |
| --------------------------- | ------ | ------------------------- | ------ |
| Кубок світу з боротьби 2009 | Іран   | вільна боротьба, до 55 кг | 9      |
| Кубок світу з боротьби 2010 | Іран   | вільна боротьба, до 55 кг | Срібло |
| Кубок світу з боротьби 2011 | Іран   | вільна боротьба, до 55 кг | 10     |
| Кубок світу з боротьби 2012 | Іран   | вільна боротьба, до 55 кг | 5      |
| Кубок світу з боротьби 2013 | Іран   | вільна боротьба, до 55 кг | Срібло |
| Кубок світу з боротьби 2014 | Іран   | вільна боротьба, до 57 кг | Золото |
| Кубок світу з боротьби 2015 | Іран   | вільна боротьба, до 57 кг | Золото |
| Кубок світу з боротьби 2017 | Іран   | вільна боротьба, до 57 кг | Золото |

### Виступи на інших змаганнях
| Змагання                                                  | Збірна | Вагова категорія          | Місце  |
| --------------------------------------------------------- | ------ | ------------------------- | ------ |
| Кубок Тахті 2009                                          | Іран   | вільна боротьба, до 55 кг | Золото |
| Чемпіонат світу з боротьби серед військовослужбовців 2010 | Іран   | вільна боротьба, до 55 кг | Золото |
| Кубок Тахті 2011                                          | Іран   | вільна боротьба, до 55 кг | Золото |
| Гран-прі Іспанії з боротьби 2012                          | Іран   | вільна боротьба, до 55 кг | Золото |